# El Nuevo Paraíso
El Nuevo Paraíso är en ort i Mexiko.   Den ligger i kommunen Teopisca och delstaten Chiapas, i den sydöstra delen av landet, 800 km öster om huvudstaden Mexico City. El Nuevo Paraíso ligger 2 008 meter över havet och antalet invånare är 204.
Terrängen runt El Nuevo Paraíso är varierad. Runt El Nuevo Paraíso är det ganska tätbefolkat, med 104 invånare per kvadratkilometer. Närmaste större samhälle är Teopisca, 6,5 km sydost om El Nuevo Paraíso. I omgivningarna runt El Nuevo Paraíso växer huvudsakligen savannskog.